# سردنا
سردنا (به لاتین: Sredna) یک منطقهٔ مسکونی در بلغارستان است که در شهرستان گوتسه دلچو واقع شده‌است. سردنا ۶۷۰ متر بالاتر از سطح دریا واقع شده‌است.